# Philippine von Brandenburg-Schwedt

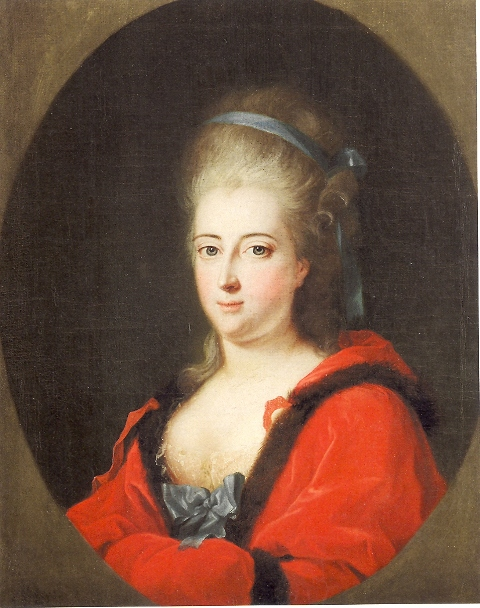
Philippine von Brandenburg-Schwedt

Philippine von Brandenburg-Schwedt (Philippine Auguste Amalie; 10 octombrie 1745 – 1 mai 1800) a fost fiica lui Frederic Wilhelm, Margraf de Brandenburg-Schwedt și a Prințesei Sofia Dorothea a Prusiei. A fost a doua soție a lui Frederic al II-lea, Landgraf de Hesse-Cassel.

## Familie
Philippine a fost unul dintre cei cinci copii ai margrafului Frederic Wilhelm de Brandenburg-Schwedt și ai prințesei Sofia Dorothea a Prusiei. Printre frații ei au fost: Friederike Dorothea, Ducesă de Württemberg și Elisabeth Louise, Prințesă a Prusiei.
Bunicii paterni au fost Philip Wilhelm, Margraf de Brandenburg-Schwedt și Prințesa Johanna Charlotte de Anhalt-Dessau.
Bunicii materni au fost Frederic Wilhelm I al Prusiei și Sofia Dorothea de Hanovra.

## Căsătorie
Philippine a fost aleasă de timpuriu de mătușa ei, regina Louisa Ulrika a Suediei, ca viitoare regină a Suediei. Mama ei a fost favorita reginei și Louisa Ulrika și-a dorit ca Philippine să se căsătorească cu fiul ei, Gustav (mai târziu Gustav al III-lea al Suediei). Acest plan a eșuat când Gustav a fost căsătorit cu Sophia Magdalena a Danemarcei în 1766. Atunci, Louisa Ulrika și-a dorit ca Philippine să se căsătorească cu fiul ei mai mic, Carol, însă Gustav a decis ca fratele său să se căsătorească cu Hedwig Elizabeth Charlotte de Holstein-Gottorp.
La Berlin, la 10 ianuarie 1773, Philippine s-a căsătorit cu Frederic al II-lea, Landgraf de Hesse-Kassel, care era cu 25 de ani mai mare decât ea. Ea a fost a doua soție a lui; prima soție, Prințesa Mary a Marii Britanii, murise cu un an în urmă. Philippine a devenit mama vitregă a celor trei fii ai lui Frederic: Wilhelm, Carol și Frederic. 
În timpul căsătoriei ei, Philippine a dus o viață foarte independentă, înființându-și chiar propria ei Curte. În 1777 ea a născut un fiu nelegitim; tatăl copilului a fost omul de stat Georg Ernst Levin von Wintzingerode. De asemenea, ea a ajutat la reconcilierea dintre soțul ei și copii lui din prima căsătorie, de care se înstrăinase din 1754.
Frederic a murit la 31 octombrie 1785. Philippine a murit la 1 mai 1800.